# Rafotsirabodo
 (juillet 2024).
Rafotsirabodo ou Rabodonizimirahalahy (1767-1884) était l’une des épouses du roi Andrianampoinimerina de Madagascar. Née en 1767, elle a vécu sous les règnes de plusieurs rois malgaches. Elle résidait à Ambohijoky où se trouve son tombeau.

## Biographie
Rafotsirabodo est née dans une famille noble et a épousé le roi Andrianampoinimerina, un des souverains influents de l’histoire malgache. Connue pour sa sagesse et son intelligence, elle a souvent servi de conseillère au roi, jouant un rôle important dans les décisions politiques et sociales de l’époque.
Une des anecdotes célèbres concernant Rafotsirabodo est celle où elle a démontré son amour et son dévouement pour le roi en choisissant les parties les plus vitales d’un zébu lors d’une épreuve. Cet acte symbolique a renforcé sa réputation de femme sage et dévouée.
Après sa mort en 1884, Rafotsirabodo est devenue une figure respectée, avec de nombreuses histoires associées à sa mémoire. Elle est reconnue non seulement pour son rôle de conseillère royale, mais aussi pour son influence sur la culture et les traditions malgaches.